# Lungo viaggio di ritorno
Lungo viaggio di ritorno (The Long Voyage Home) è un film del 1940, adattamento dal dramma del 1917 di Eugene O'Neill  e diretto da John Ford. In Italia il film è noto anche con il titolo Viaggio senza fine.

## Trama
Agli inizi della seconda guerra mondiale, a bordo della nave Glencairn in navigazione verso Londra con un carico di munizioni, la vita dell'equipaggio è dominata dall'attesa e dalla paura della morte. Soltanto Ole Olsen, ancora giovane e non sradicato dalla terraferma, riuscirà, appena sbarcato, a non ricominciare quella vita.

## Riconoscimenti
Il film ottenne sei candidature ai Premi Oscar 1941, fra cui quella per il miglior film.
Nel 1940 il National Board of Review of Motion Pictures l'ha inserito nella lista dei migliori dieci film dell'anno.